# Brandtrap

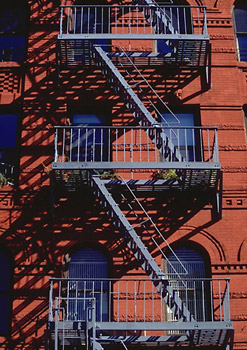
Brandtrap aan de buitenkant van een gebouw

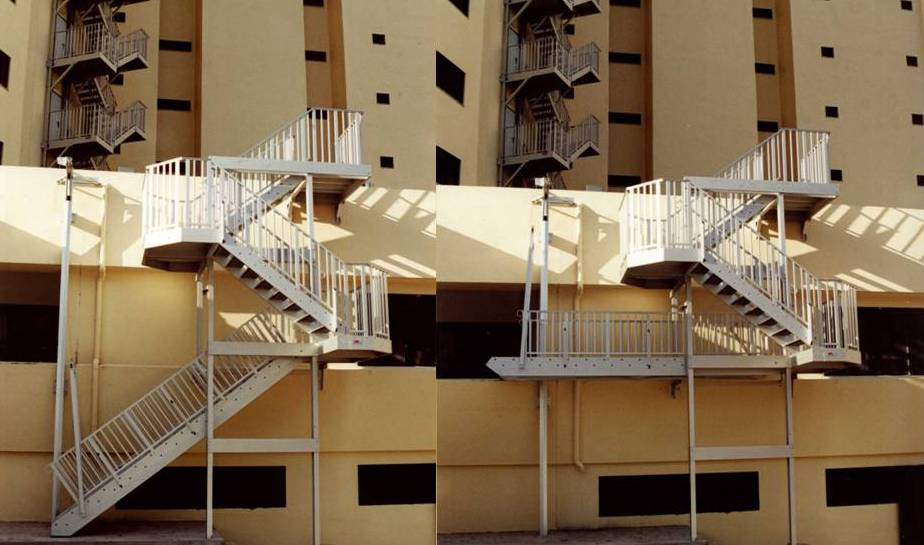
Ophaalbare traparm in open en gesloten toestand

Een brandtrap of vluchttrap is een niet voor normaal gebruik bestemde trap in of buiten een gebouw. Een brandtrap zal bij brand of ander ongeval dienst moeten doen om een snelle en veilige ontruiming, voor de mensen die in het gebouw aanwezig zijn, mogelijk te maken. 
Een brandtrap aan de buitengevel van een gebouw begint soms op de eerste verdieping, dit om ongewenste personen te weren. De onderste traparm kan vaak naar beneden kantelen bij gebruik tijdens een evacuatie.  Men spreekt dan van een ophaalbare traparm. Een andere methode om ongewenste personen te weren is de trap van een afsluitbaar hek te voorzien. 
Brandtrappen zijn van gewapend beton, aluminium of staal gemaakt. Deze materialen zijn redelijk weersbestendig en zullen niet spoedig vlamvatten, zodat de vereiste tijd voor het ontruimen van het gebouw gehaald wordt. 
Brandtrappen in een gebouw zijn doorgaans in een apart trappenhuis geplaatst, en worden met borden (noodverlichting) aangegeven.
Brandtrappen werden vooral begin 20e eeuw volop toegepast toen de bouwvoorschriften steeds strenger werden en (brand)veiligheid een belangrijk onderdeel werd bij nieuwbouw. Eigenaren van gebouwen zijn verplicht om goede vluchtroutes binnen een gebouw aan te leggen. Brandtrappen langs de buitenkant zijn hiervoor een geschikte oplossing daar ze niet alleen makkelijk aan te brengen waren bij nieuwbouw, maar ook bij bestaande gebouwen konden worden geplaatst. In de Verenigde Staten wordt de uitvinding van de metalen brandtrap aan de gevel van een gebouw toegeschreven aan Anna Connelly, die dit principe in 1887 patenteerde. 